# Al Haymah Ad Dakhiliyah (huyện)
Huyện Al Haymah Ad Dakhiliyah là một huyện thuộc tỉnh San`a', Yemen. Đến thời điểm năm 2003, huyện này có dân số 83234 người